# Intruso (película)
Intruso es una película española de 1993 dirigida por Vicente Aranda y protagonizada por Antonio Valero, Imanol Arias y Victoria Abril.

## Argumento
Ramiro, Ángel y Luisa son tres amigos que se conocieron siendo niños. Treinta años después, en 1990, se reencuentran en Santander formando un triángulo amoroso.

## Candidaturas
VIII edición de los Premios Goya
| Categoría                | Persona        | Resultado |
| ------------------------ | -------------- | --------- |
| Mejor película           | Mejor película | Candidata |
| Mejor director           | Vicente Aranda | Candidato |
| Mejor actor protagonista | Imanol Arias   | Candidato |
| Mejor música original    | José Nieto     | Candidato |
| Mejor montaje            | Teresa Font    | Candidata |

- Datos: Q6059043